# Муфтија
Муфтија (арап. مفتى‎) је представник верске власти и правосудни тумач шеријата, исламског закона, признат због своје честитости, верског и правног знања. Муфтија може изрећи фатву када треба ријешити још непознат правни проблем.
Позната је фатва изречена над индијским писцем Салманом Рушдијем.
У неким земљама, у којима је политички систем званично заснован на исламу, као на пример у Ирану и Саудијској Арабији, или где се правни систем заснива на шеријату, као у Египту, муфтије, а нарочито велики муфтија, саветују правне и судске органе. Међутим, с обзиром на децентрализацију карактеристичну за ислам, извршење фатве коју је издао муфтија није обавезно ни за једног муслимана, осим за самог муфтију и за оне који се добровољно стављају под његову заштиту. 
Код шиита, функцију муфтије обављају ајатоласи.